# Callian (Var)
Callian ist eine französische Gemeinde mit 3.794 Einwohnern (Stand 1. Januar 2022) im Département Var in der Region Provence-Alpes-Côte d’Azur.

## Geographie

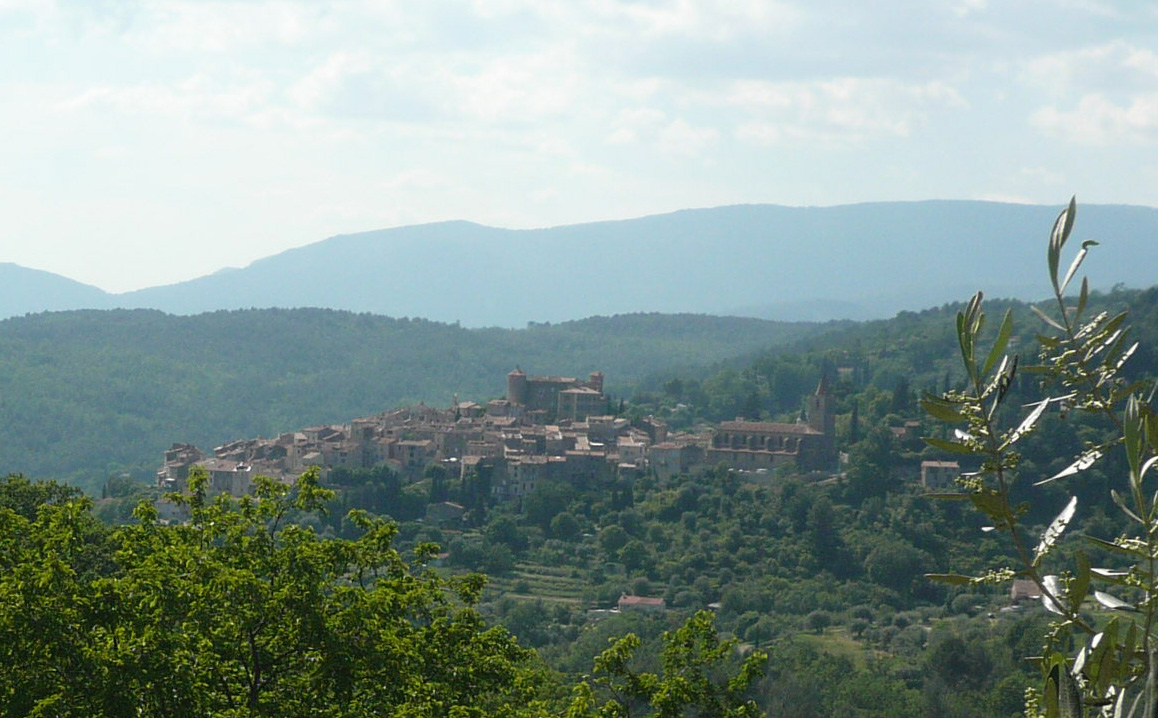

Callian ist ein provenzalisches Bergdorf im äußersten Osten des Departements Var, nahe der Grenze zum Département Alpes-Maritimes. Der Ort liegt etwa 35 Kilometer westlich von Cannes und ebensoweit nördlich von Fréjus und Saint-Raphaël. Das Ortsbild wird von einem Schloss aus dem 15. Jahrhundert beherrscht, das, umgeben von engen Gassen mit alten Wohnhäusern, aus der Mitte des alten Ortskerns herausragt.
Von Callian aus hat man eine weite Sicht über das Tal, Tanneron und den Lac de Saint-Cassien zum Esterel-Gebirge und zum Massif des Maures.

## Gemeindepartnerschaften
- Calliano (Piemont), Italien
- Calliano (Trentino), Italien

## Persönlichkeiten
- Der französische Mediziner und Botaniker Michel Darluc (1717–1783) verbrachte einen Teil seines Lebens in Callian.
- Die französische Schriftstellerin, Polemikerin, republikanische Salonnière und Frauenrechtlerin Juliette Adam, geborene Lambert, (1836–1936) starb in Callian.
- Der französische Journalist und Politiker Georges Clemenceau (1841–1929) hielt sich viele Male in Callian auf.
- Der Modeschöpfer Christian Dior (1905–1957) wurde in Callian bestattet.
- Emmanuelle Cinquin (1908–2008), belgisch-französische Nonne und „Mutter der Müllmenschen von Kairo“, lebte seit 1993 in Callian, wo sie in ihrem 100. Lebensjahr verstarb.
- Der französische Expressionist Edouard Goerg (1893–1969) lebte viele Jahre in Callian, wo er verstarb und auf dem Grundstück seines ehemaligen Anwesens begraben liegt.